# Artabotrys cumingianus
Artabotrys cumingianus este o specie de plante angiosperme din genul Artabotrys, familia Annonaceae, descrisă de S. Vidal.

## Subspecii
Această specie cuprinde următoarele subspecii:
- A. c. reticulatus
- A. c. subglabrus